# Hultagård
Hultagård ist eine Ortschaft (småort) in der schwedischen Gemeinde Sävsjö.
Der Ort liegt östlich von Sävsjö. Nördlich der Ortslage führt die Straße 127 von Sävsjö nach Vetlanda entlang. Durch Hultagård führt in südlicher Richtung die Straße nach Skepperstad. Südlich des Orts liegt das Dorf Burseryd, nördlich Hulta. Der See Borrsjön erstreckt sich im Süden Hultagårds.
Bedeutung erlangte der Ort, als im 19. Jahrhundert die Bahnstrecke Sävsjö–Målilla angelegt wurde und im Bereich von Hultagård eine Bahnstation entstand. Anfang des 20. Jahrhunderts war Hultagård eine eigene Gemeinde, zu der auch Skepperstad gehörte. 1952 wurde Hultagård dann Teil der Gemeinde Sävsjö. In den 1950er Jahren verfügte der Ort über öffentliche Einrichtungen wie Schule und Post. Es bestanden auch mehrere Geschäfte. 1961 wurde zunächst der Personenverkehr auf der Eisenbahnstrecke eingestellt, 1973 dann auch der Güterverkehr. Mit der abnehmenden Bedeutung des Orts verschwanden auch die Läden und öffentlichen Einrichtungen. Einige Gewerbebetriebe blieben jedoch erhalten.
In Hultagård befindet sich die Galleri Webb. In der Galerie wird Kunst und Kunsthandwerk verkauft. Sie eröffnete im September 2003.
Die Einwohnerzahl Hultagårds stieg von 67 (Stand 2000) auf 81 Personen im Jahr 2015.